# Evangelisch-Lutherisches Dekanat Schweinfurt
Das Evangelisch-Lutherische Dekanat Schweinfurt ist eines der 18 Dekanate des Kirchenkreises Ansbach-Würzburg. Amtierender Dekan ist seit Oktober 2006 Oliver Bruckmann.

## Geographie
Der Dekanatsbezirk liegt zwischen der Rhön und dem Maindreieck. Die Gemeinden im Norden liegen im Landkreis Bad Kissingen. Richtung Süden schließen sich Landkreis und Stadt Schweinfurt an. Ganz im Süden liegt die Kirchengemeinde Obereisenheim im Landkreis Würzburg.

## Geschichte
Vor der bayerischen Zeit 1803 gab es im heutigen Dekanatsgebiet viele unterschiedliche Territorien. Die seit der Reformationszeit evangelisch geprägten Gemeinden konzentrieren sich auf das Lauertal und den Raum Schweinfurt. Den größten Flächenanteil hatte damals das Hochstift Würzburg, so dass das Schweinfurter Umland vorwiegend römisch-katholisch geprägt ist.

### Reichsstadt und Reichsdörfer
Die Reformation wurde in der Reichsstadt Schweinfurt und deren Territorialorten Oberndorf, Weipoltshausen und Zell 1542 eingeführt. Die Reichsdörfer Gochsheim und Sennfeld folgten kurze Zeit später.

### Reichsritterschaft
Die reichsritterschaftlichen Orte Euerbach, Obbach, Niederwerrn und Schwebheim schlossen sich ebenfalls der Reformation an. In Euerbach wurde sie durch Wolf von Steinau eingeführt. Eine Jahreszahl lässt sich nicht ermitteln. Es soll in der Amtszeit von Pfarrer Nikolaus Müller (1516–1531) erfolgt sein. In Obbach versuchte bereits Kasimir von Seckendorff die Reformation einzuführen, dem sich sein Schwiegersohn Ludwig von Hutten erfolgreich widersetzte. Kasimirs Sohn Hans Ludwig von Seckendorff gelang die erfolgreiche Einführung der evangelischen Lehre. In Niederwerrn berief Eyrich von Münster 1566 mit Stephan Schatz einen evangelischen Prädikanten, nachdem der Versuch, den Geldersheimer Pfarrer Braun zum Übertritt zur evangelischen Lehre zu bewegen, gescheitert war.

### Grafschaft Castell
Das ganz im Süden des Dekanats liegende Obereisenheim gehörte im alten Reich zur Grafschaft Castell, in der 1546 die Lehre Luthers eingeführt wurde.

### Gefürstete Grafschaft Henneberg
Die Lauertalgemeinden Maßbach, Poppenlauer, Rothausen, Thundorf, Volkershausen und Madenhausen waren durch die Grafen von Henneberg protestantisch geworden.

## Dekanat
Nachdem Schweinfurt 1802 an das Königreich Bayern gefallen war, wurde hier 1807 das Dekanat Schweinfurt errichtet. Während der kurzzeitigen Zugehörigkeit zum Großherzogtum Würzburg zwischen 1810 und 1814 war es eine würzburgische Inspektion, wurde aber dann wieder in die bayerische Landeskirche eingegliedert, zuerst als Inspektion, ab 1820 wieder als Dekanat. Es umfasste zunächst nur die zur Reichsstadt Schweinfurt gehörenden Gemeinden, wurde aber 1827 nach der Auflösung des Dekanats Niederwerrn um die ritterschaftlichen Gemeinden erweitert.

## Kirchenburgen
Kunst- und kulturhistorisch hervorzuheben sind die Kirchenburgen im Dekanatsbezirk. Die größte und besterhaltene ist die Gochsheimer Kirchenburg im ehemaligen Reichsdorf Gochsheim. Dort befindet sich das Reichsdorfmuseum. Ebenfalls ein geschlossenes Bauensemble bildet die Kirchenburg in Euerbach. Die Kirchenburganlage von Niederwerrn ist heute noch zu erkennen, wenn auch die umliegenden Gebäude nicht mehr vollständig aus alter Bausubstanz bestehen.

## Kirchengemeinden
Der Dekanatsbezirk Schweinfurt wurde zum 1. Januar 2023 neu gegliedert. Die meisten Kirchengemeinden schlossen sich zu Pfarreien zusammen. Statt bisher 19 gibt es nun lediglich noch 8 Pfarreien, d. h. Pfarrämter, die teilweise aus mehreren Kirchengemeinden, insgesamt 27, bestehen. In den Gemeinden lebten 2017 ca. 41500 Gemeindeglieder. Im Folgenden sind die Pfarreien und Kirchengemeinden sowie deren Kirchengebäude aufgeführt.
- Pfarreien mit jeweils einer Kirchengemeinde
  - Bad Kissingen, Erlöserkirche (1847) mit Bad Bocklet, Johanneskirche (2002) und Oerlenbach, Friedenskirche
  - Schweinfurt, Auferstehungskirche (1959)
  - Obereisenheim, Evangelische Pfarrkirche ohne Patrozinium (1496) und Bergtheim, Matthäus-Gemeindezentrum
- Pfarrei Schweinfurt-Stadt
  - Kirchengemeinde Schweinfurt-St. Johannis (ab 12. Jh.)
  - Kirchengemeinde Schweinfurt-St. Salvator, (eigentlich Sancti-Salvatoris-Mundi) (ab. 14. Jh.)
  - Schweinfurt, Christuskirche-Arche Dittelbrunn
  - Schweinfurt, St. Lukas (1969)
  - Schweinfurt, Dreieinigkeitskirche
  - Schweinfurt, Gustav-Adolf-Kirche
- Pfarrei Mainbogen (Sitz: Sennfeld)
  - Sennfeld, Dreieinigkeitskirche (1954)
  - Gochsheim, St. Michael
  - Schwebheim, Auferstehungskirche (1576 und 1957)
  - Schonungen, Christuskirche (1954)
- Pfarrei Oberes Werntal (Sitz: Obbach)
  - Obbach, Evangelische Pfarrkirche (1768)
  - Niederwerrn, Evangelische Pfarrkirche
  - Euerbach, St. Cosmas und St. Damian, Geldersheim, Frühmesskapelle
- Pfarrei Rheinfeld-Werneck (Sitz: Schweinfurt-Oberndorf)
  - Schweinfurt-Oberndorf, Kreuzkirche (1940)
  - Werneck, Schloßkirche
  - Bergrheinfeld, Kirche „Zum guten Hirten“ (1963)
- Pfarrei Zell-Lauertal (Sitz: Maßbach)
  - Kirchengemeinde Maßbach, St. Bartholomäus
  - Kirchengemeinde Poppenlauer, Auferstehungskirche
  - Kirchengemeinde Rothhausen, St. Ägidius
  - Kirchengemeinde Thundorf, Evangelische Kirche
  - Kirchengemeinde Volkershausen, Evangelische Kirche
  - Kirchengemeinde Madenhausen, St. Wendelin (1852)
  - Kirchengemeinde Weipoltshausen, St. Bartholomäus (1584)
  - Kirchengemeinde Zell, Matthäuskirche (1717)

Kirchen
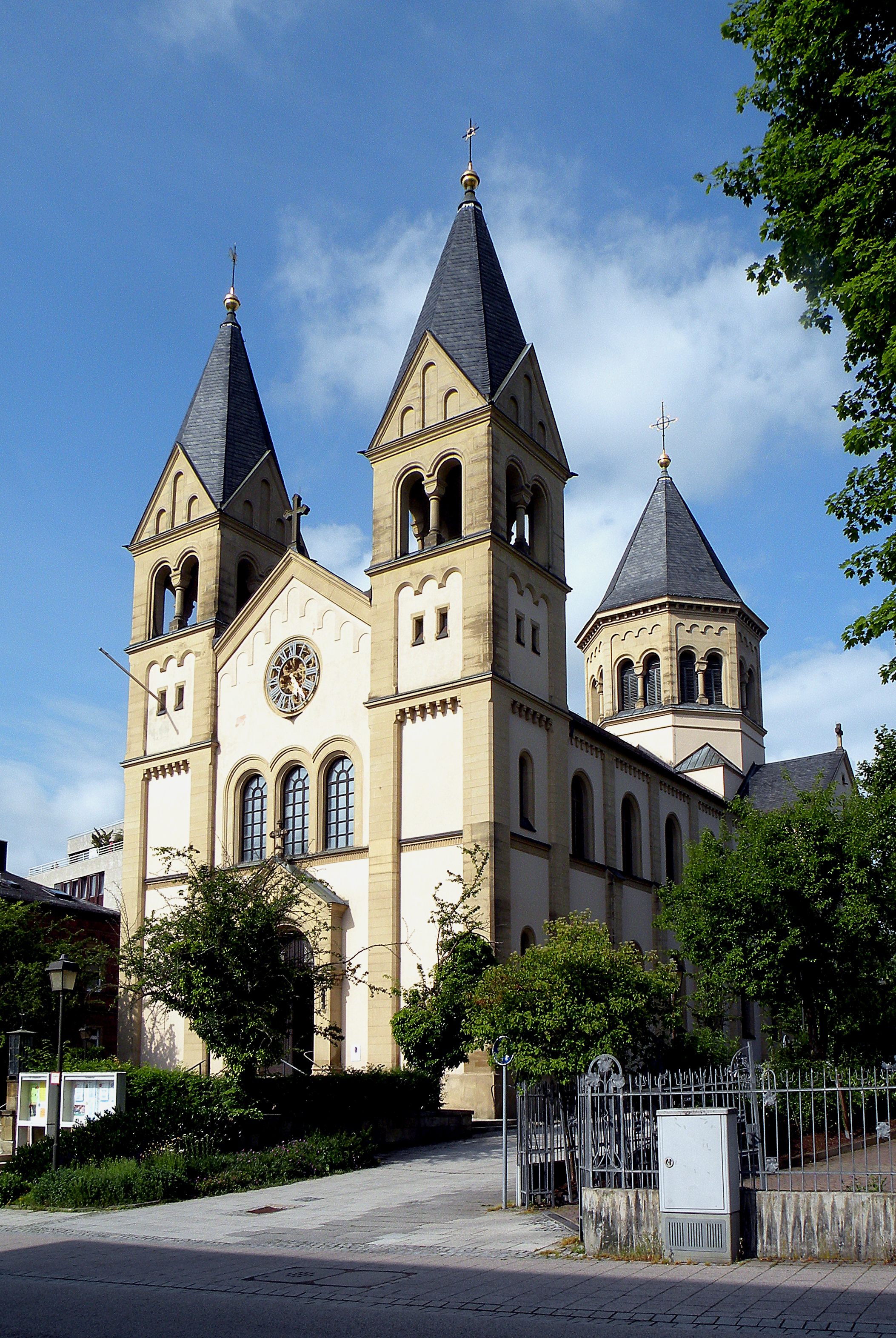
Erlöserkirche in Bad Kissingen
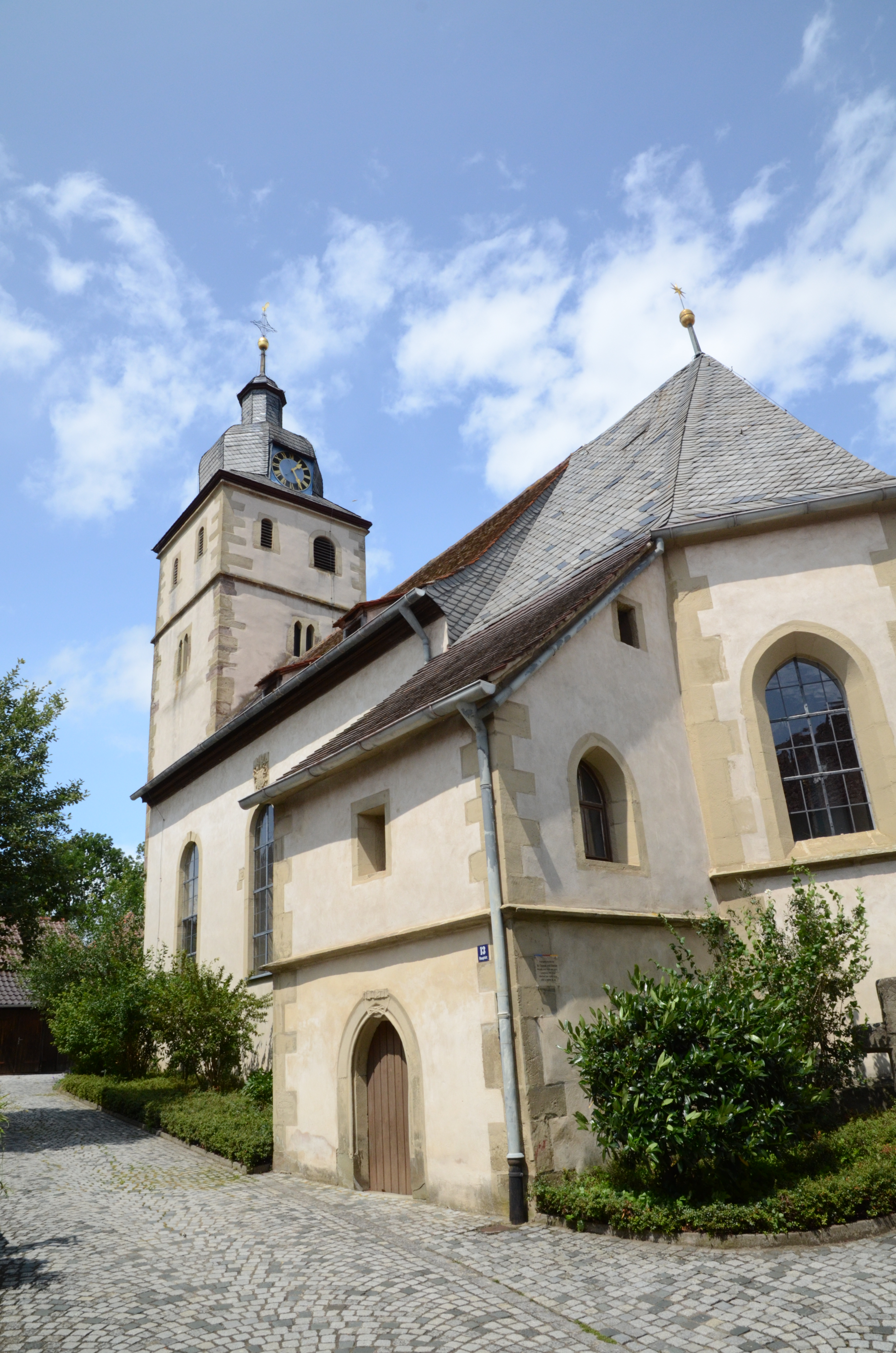
St. Cosmas und Damian in Euerbach
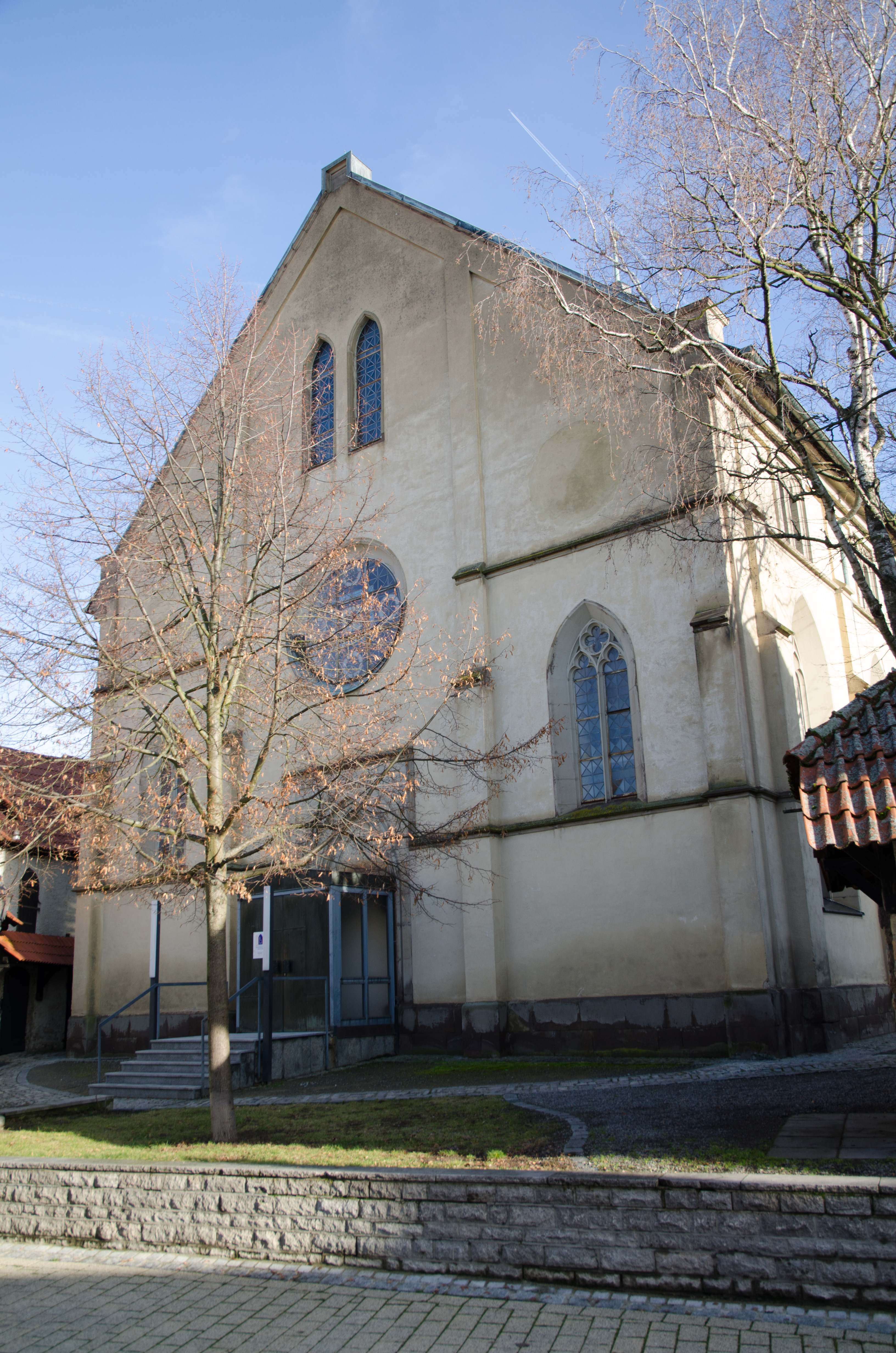
St. Michael in Gochsheim
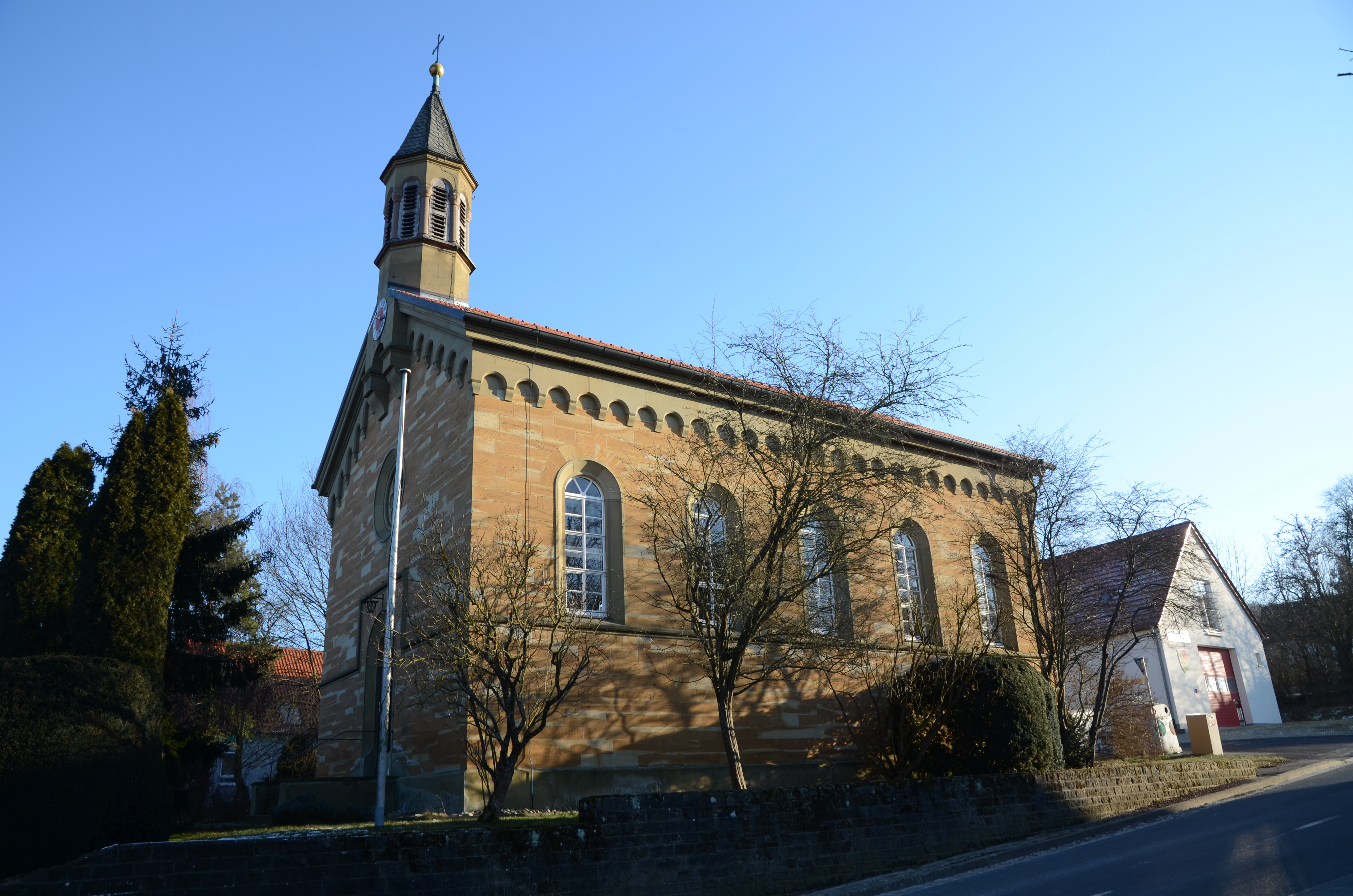
St. Wendelin in Madenhausen
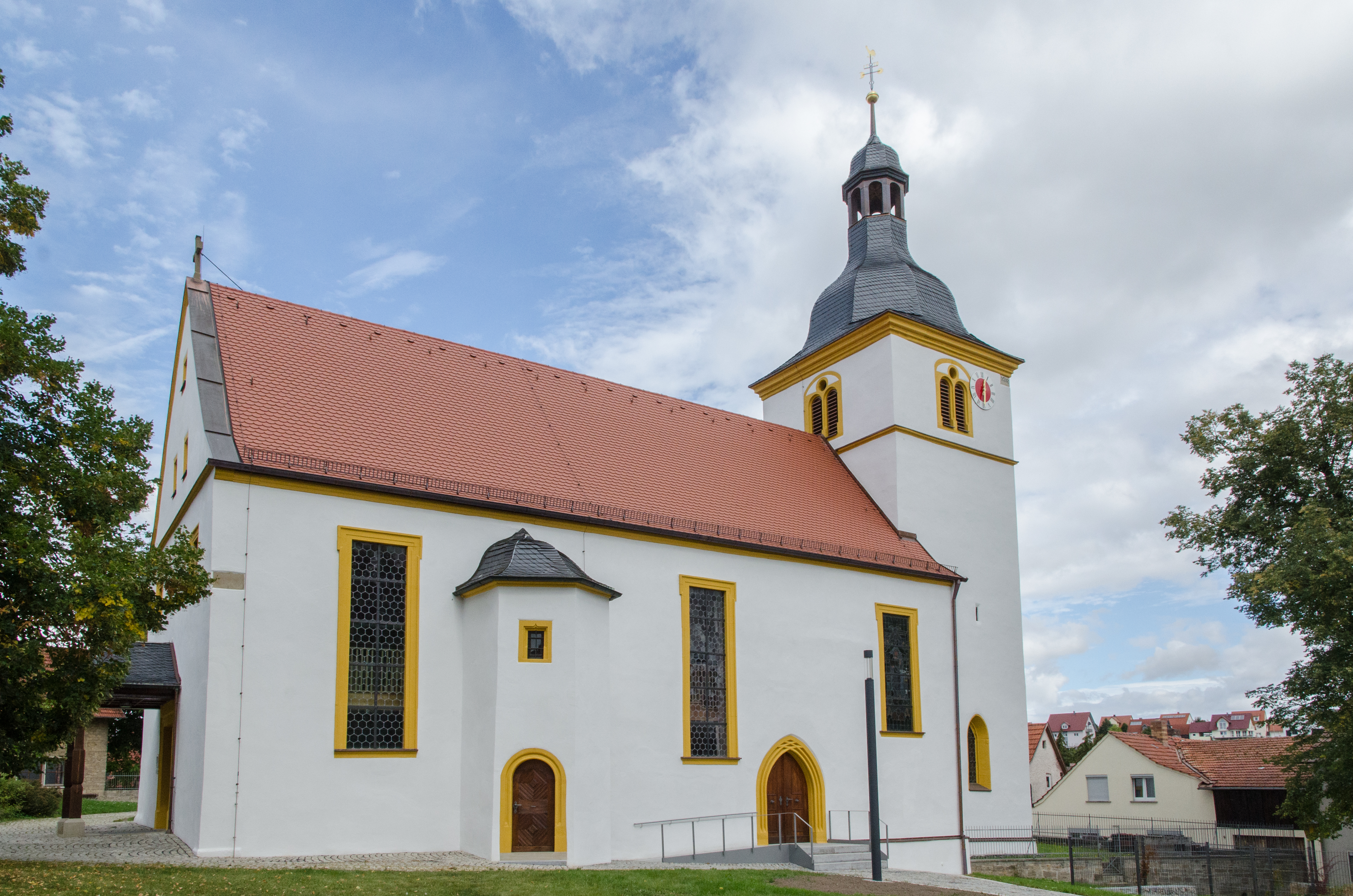
St. Barholomäus in Maßbach
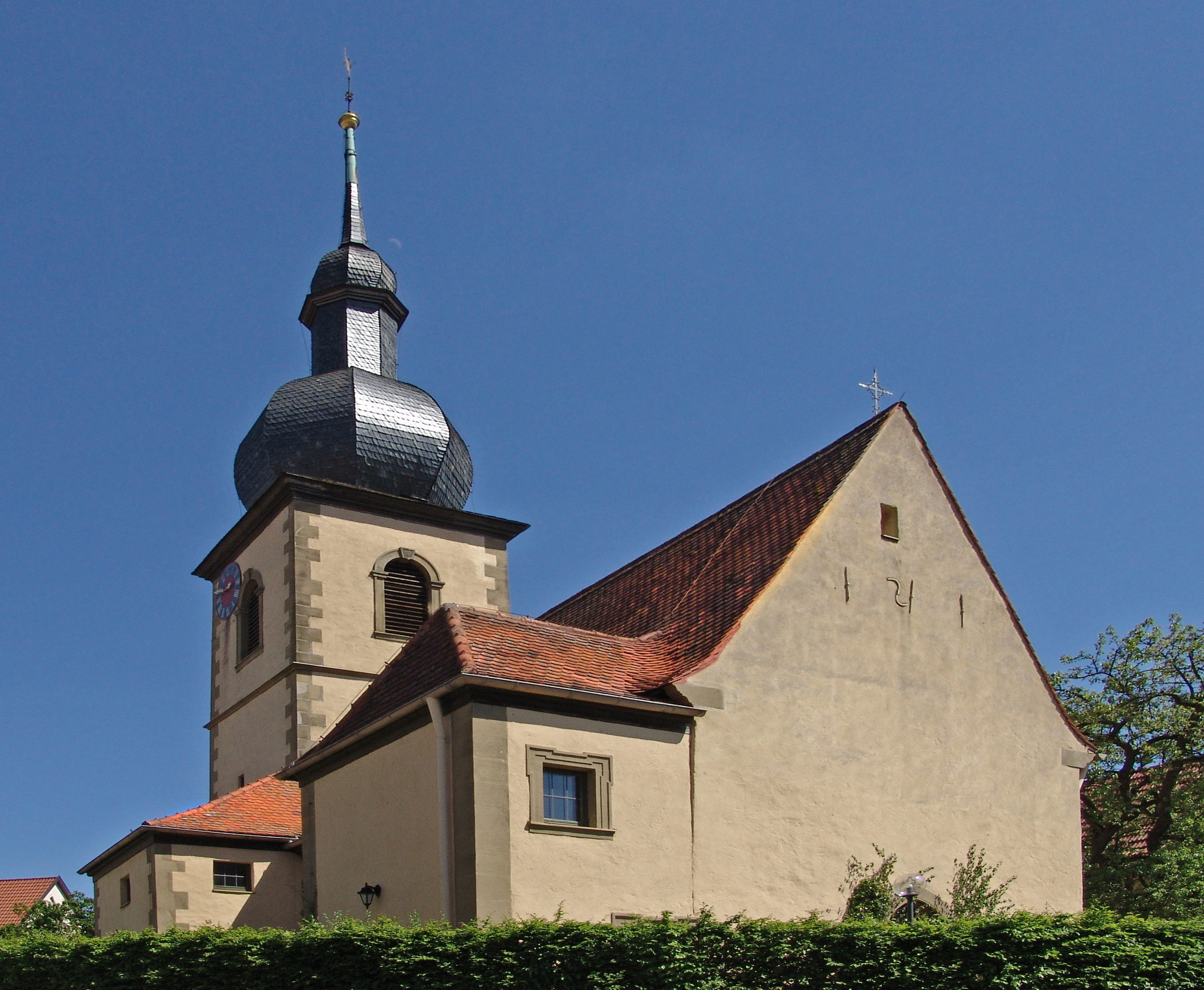
Pfarrkirche in Niederwerrn
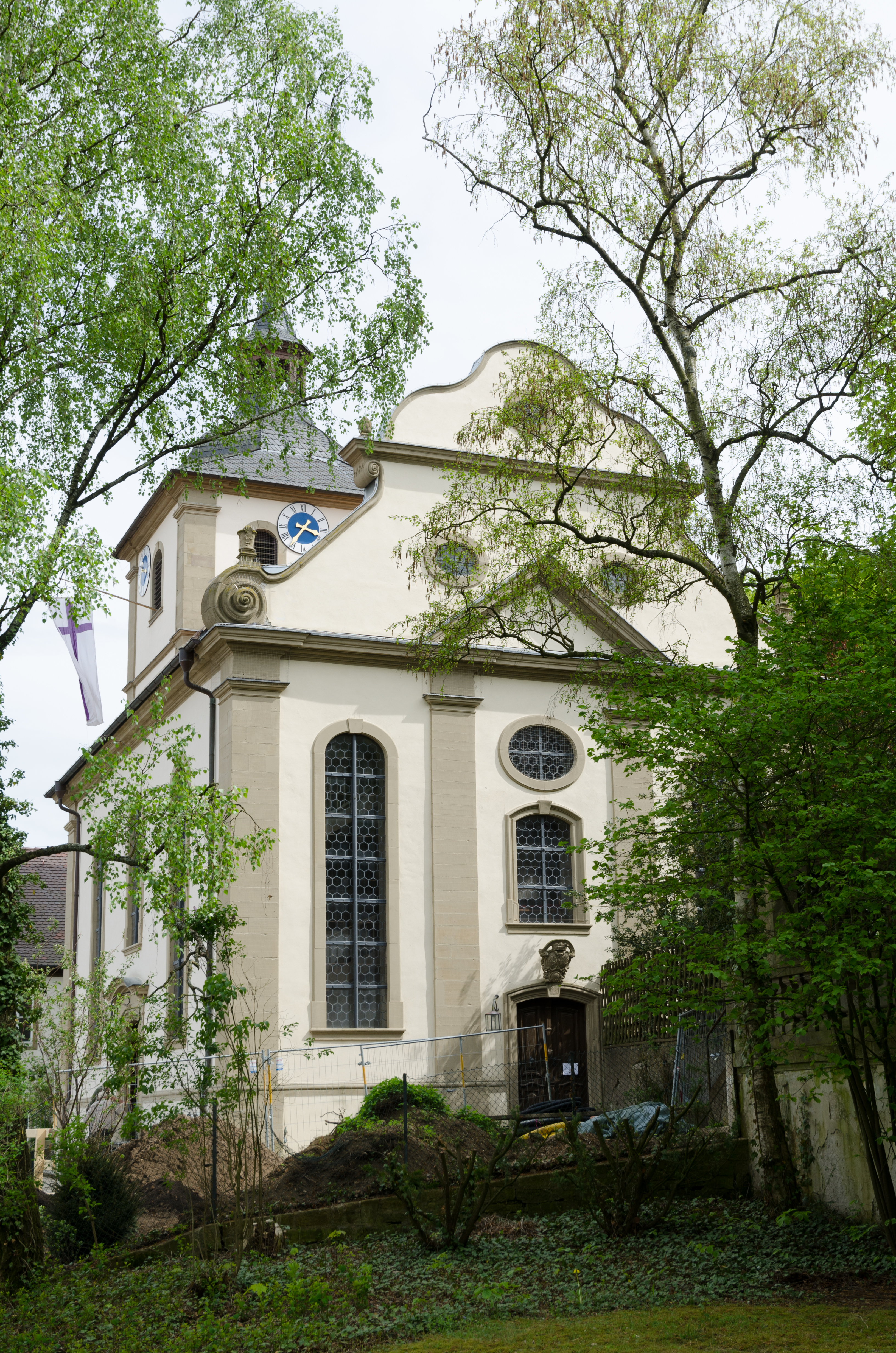
Pfarrkirche in Obbach
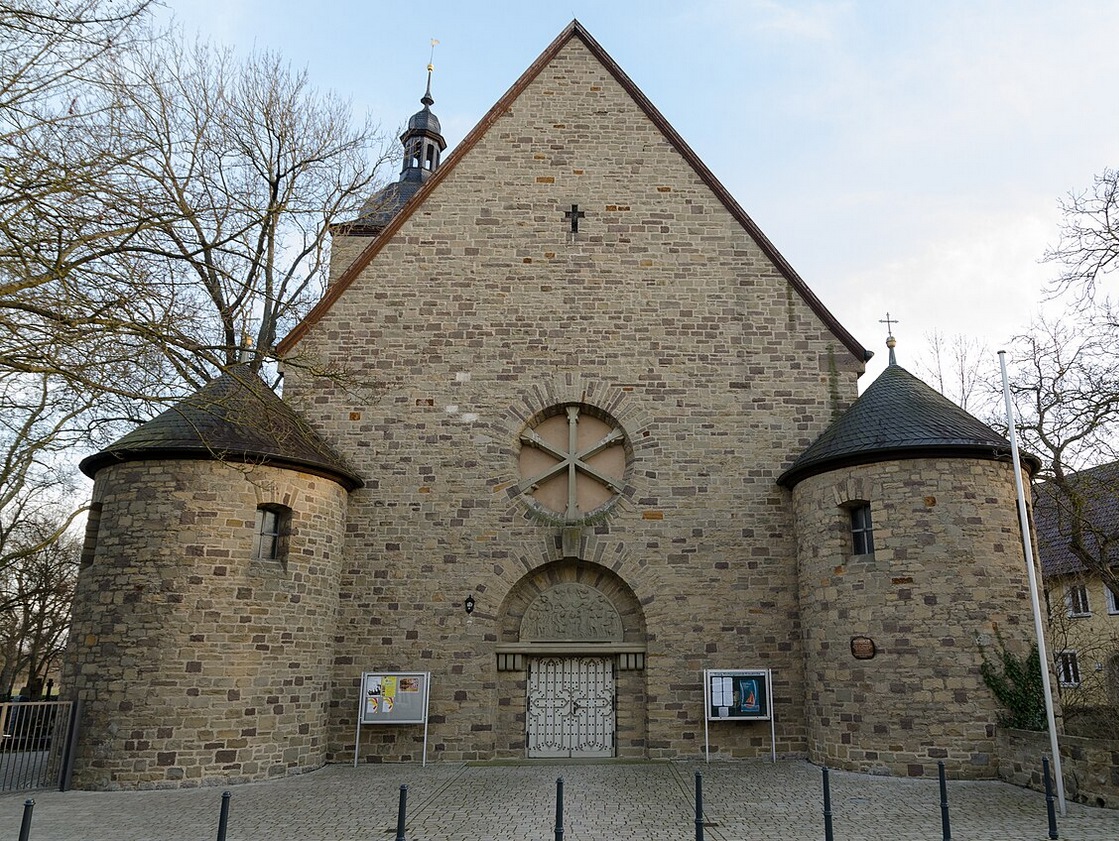
Kreuzkirche Oberndorf
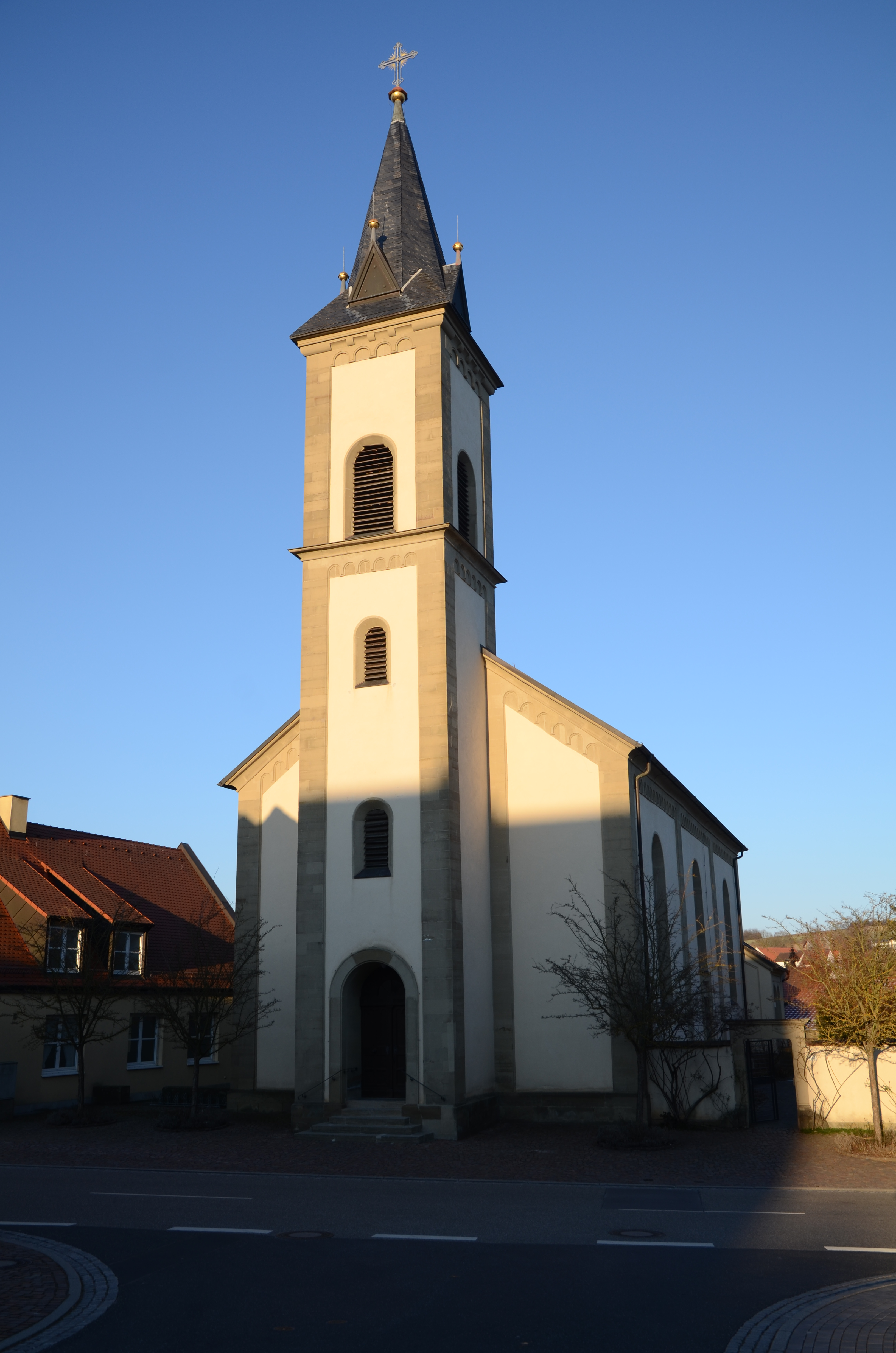
Auferstehungskirche Poppenlauer
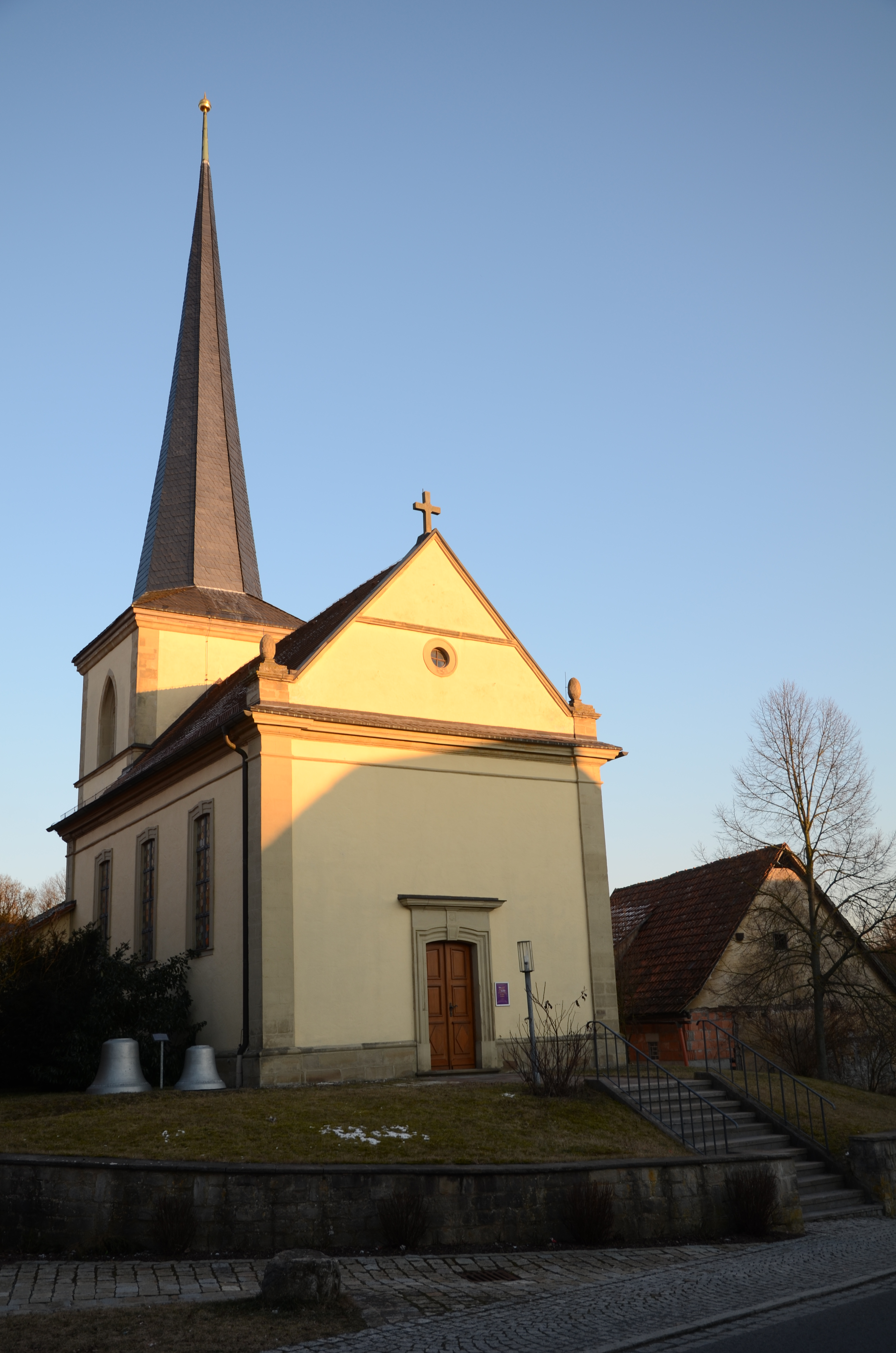
Evangelische Kirche in Rothausen
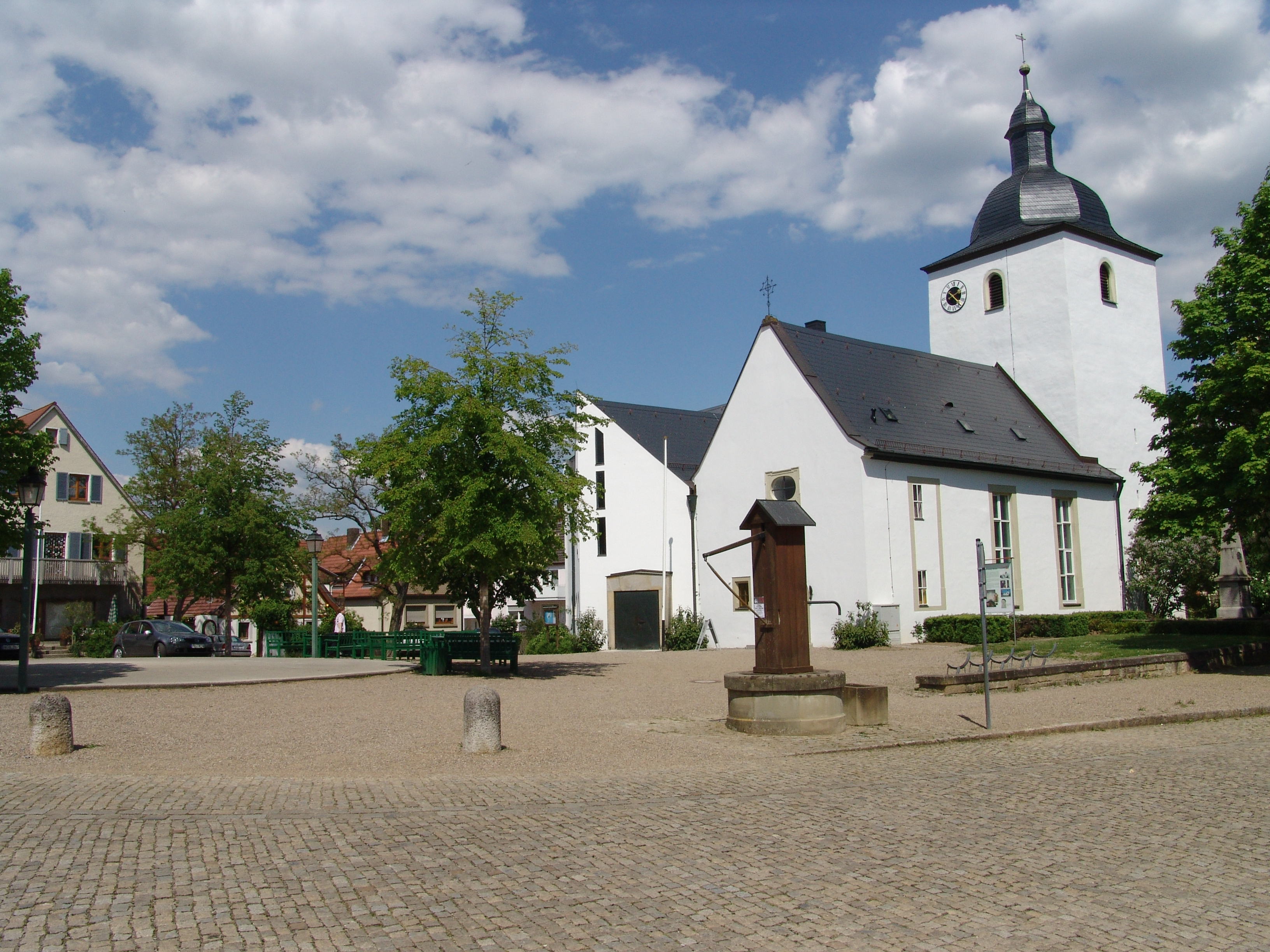
Auferstehungskirche in Schwebheim
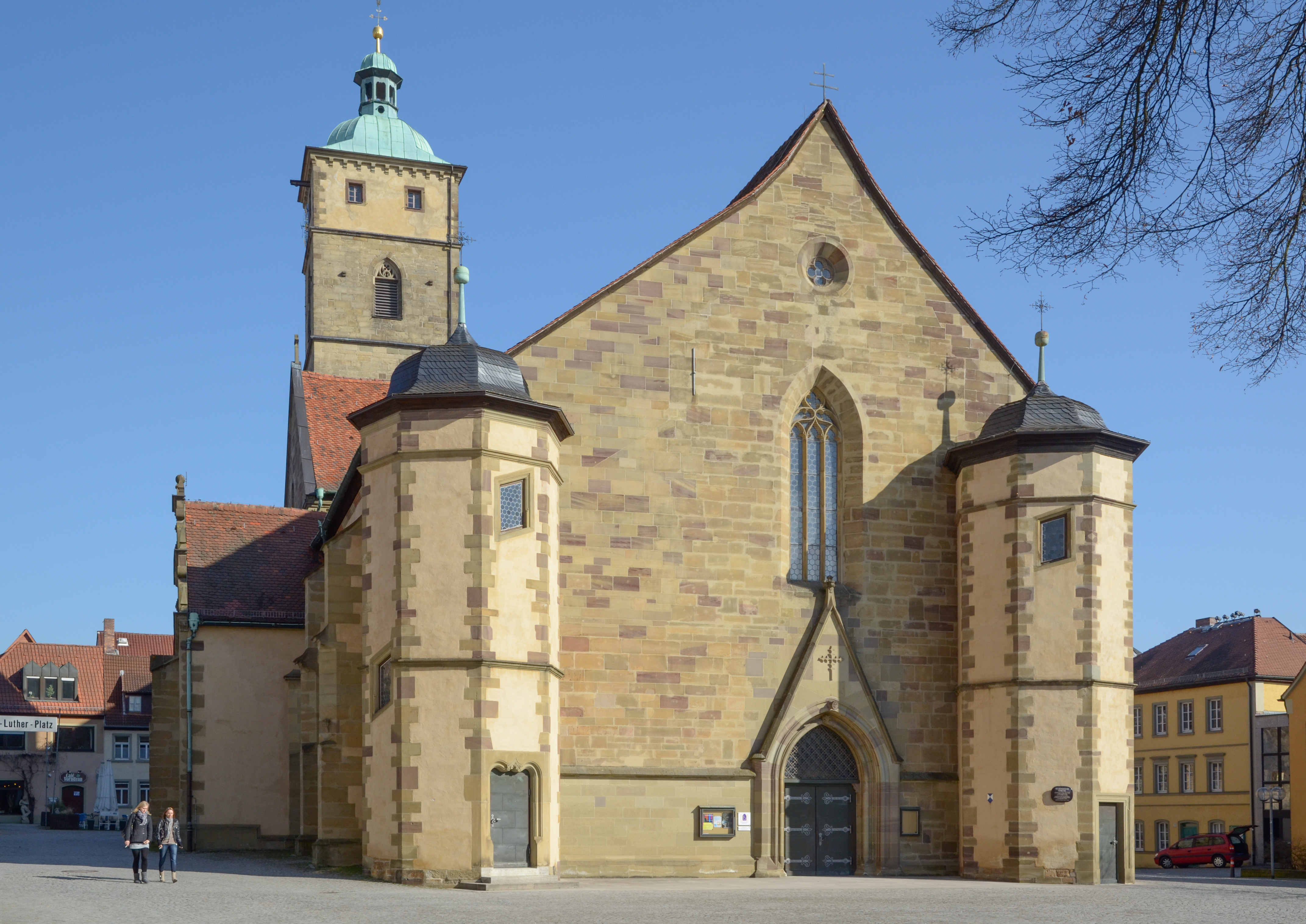
St. Johannis in Schweinfurt
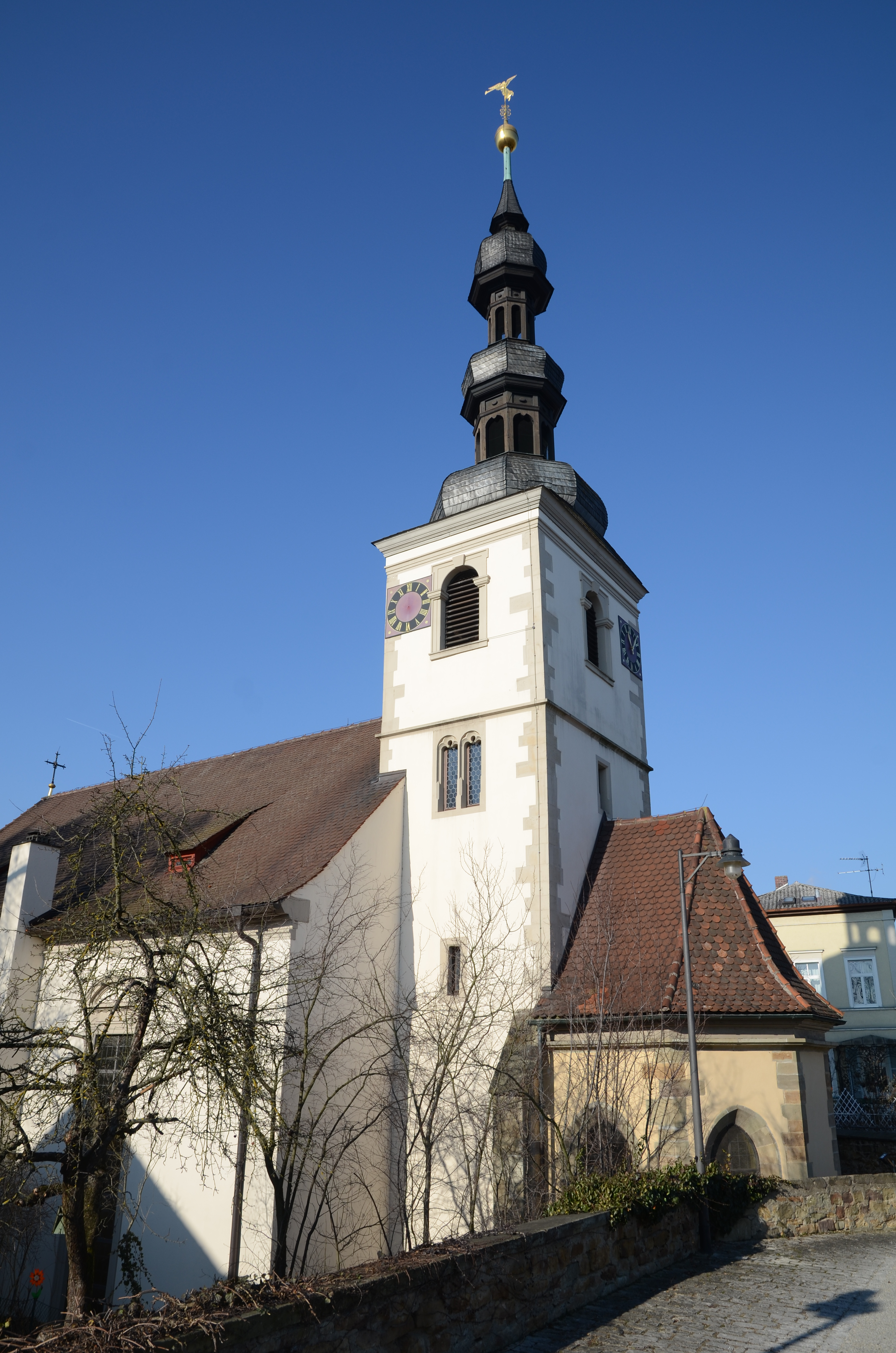
St. Salvator in Schweinfurt
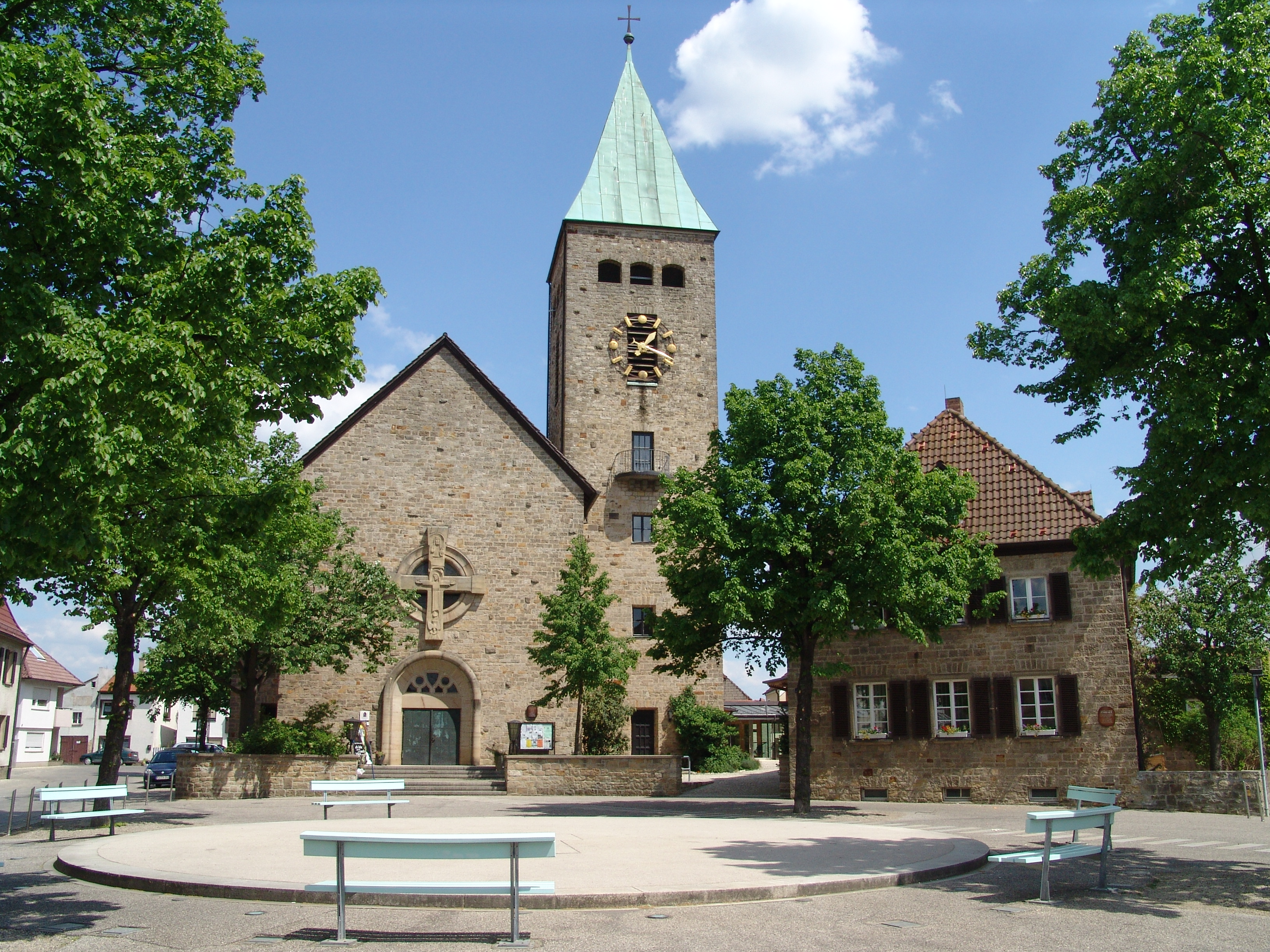
Dreieinigkeitskirche in Sennfeld
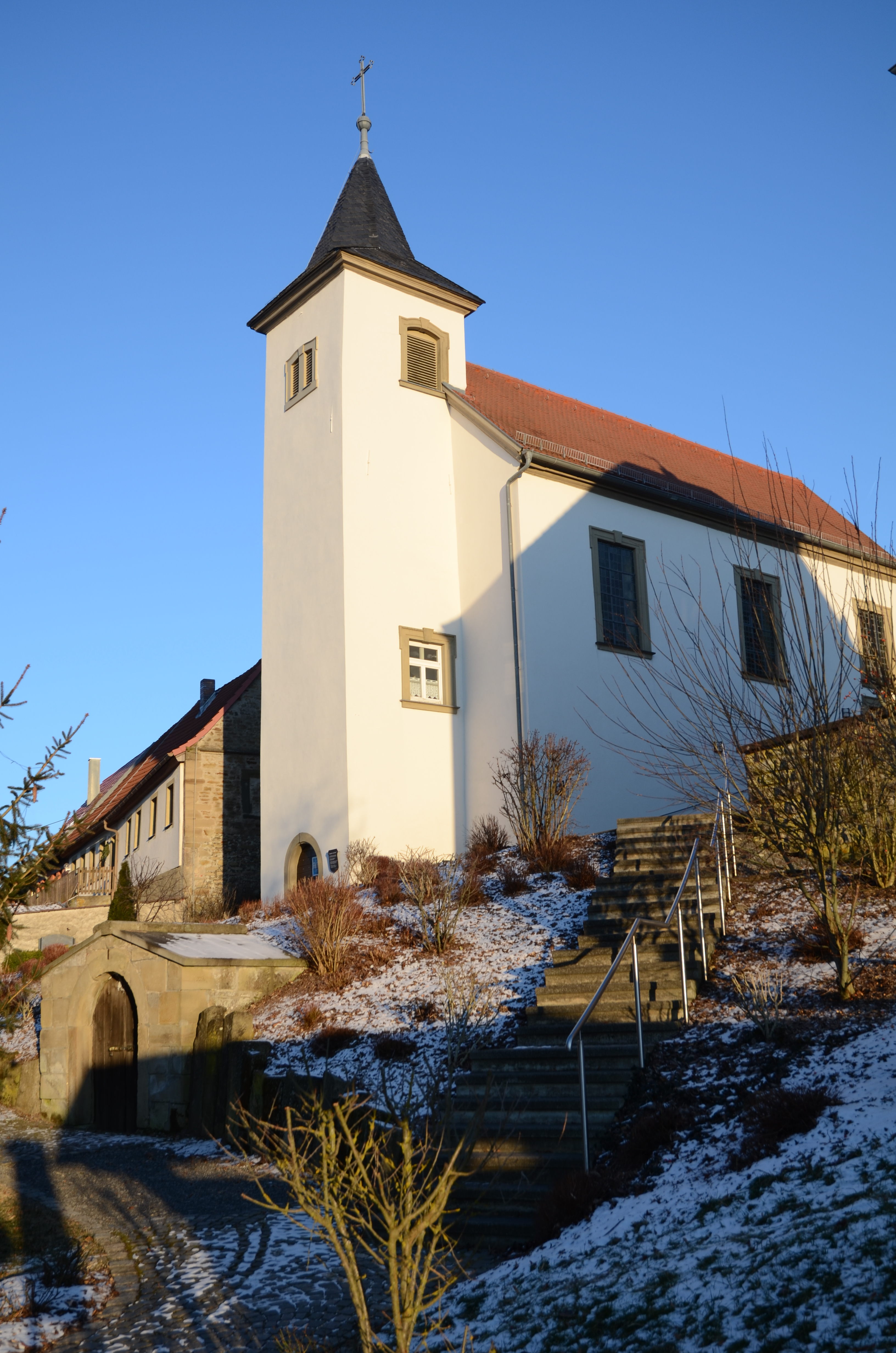
Evangelische Kirche in Thundorf
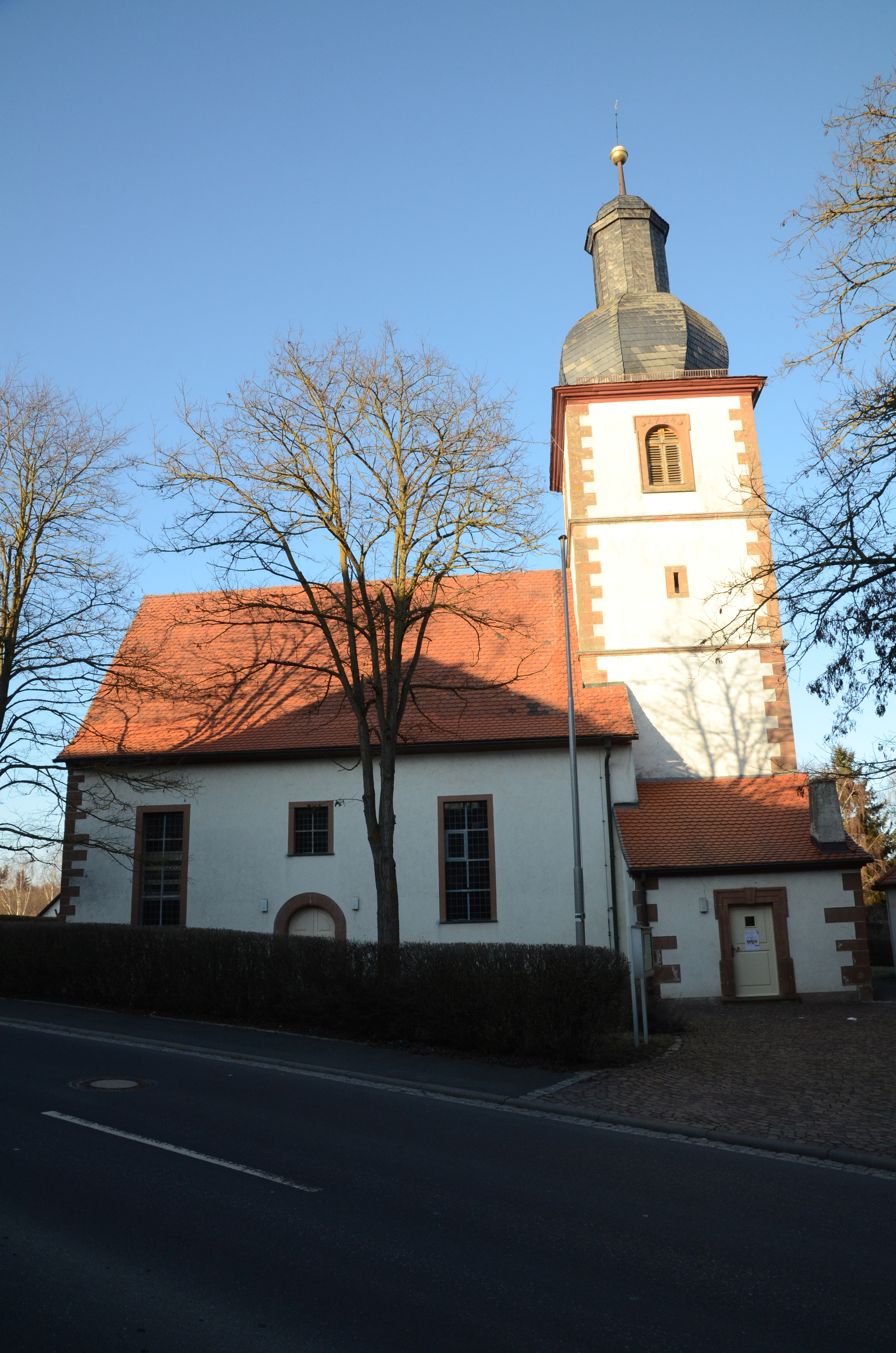
Evangelische Kirche in Volkershausen
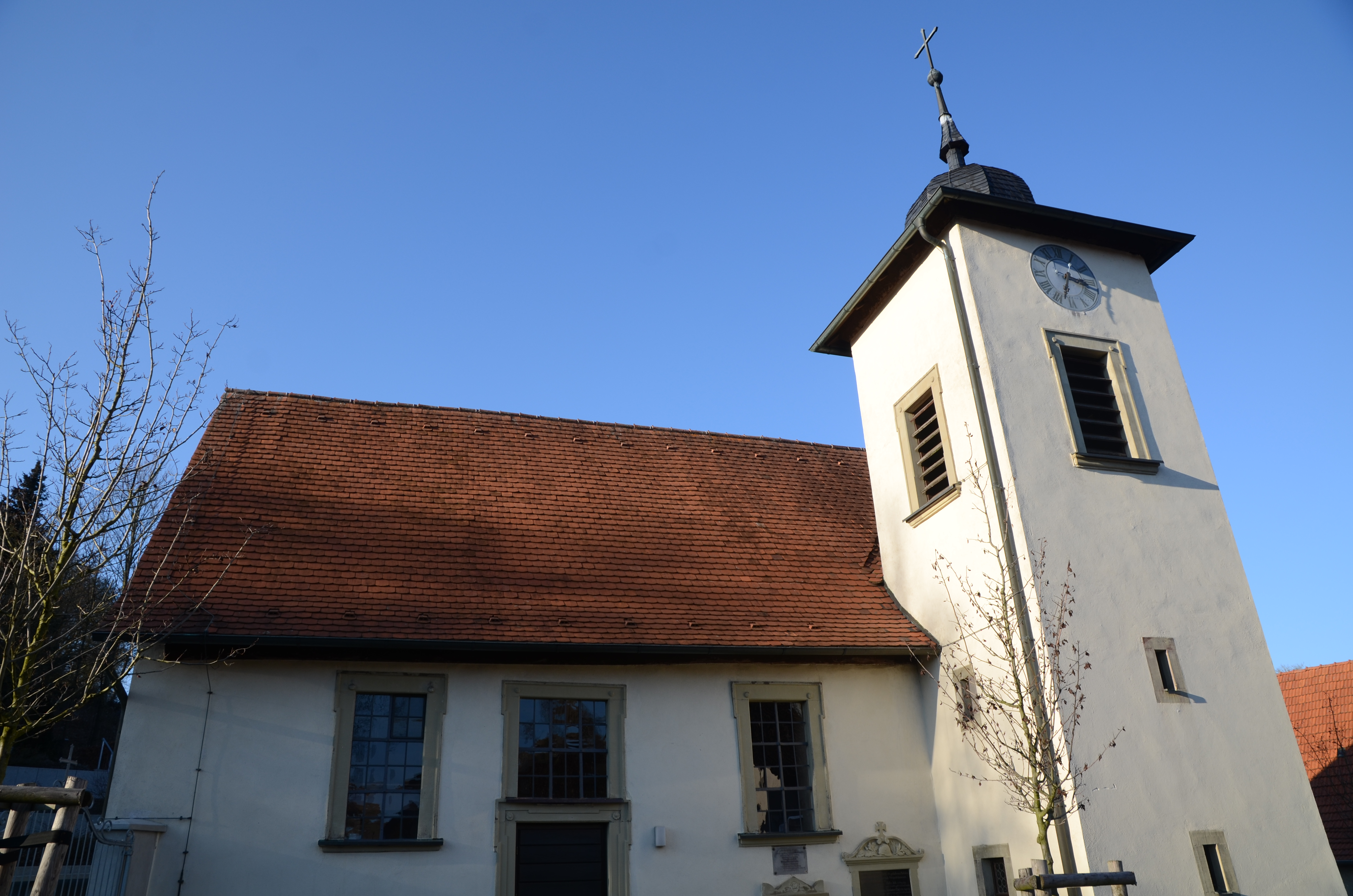
St. Bartholomäus in Weipoltshausen
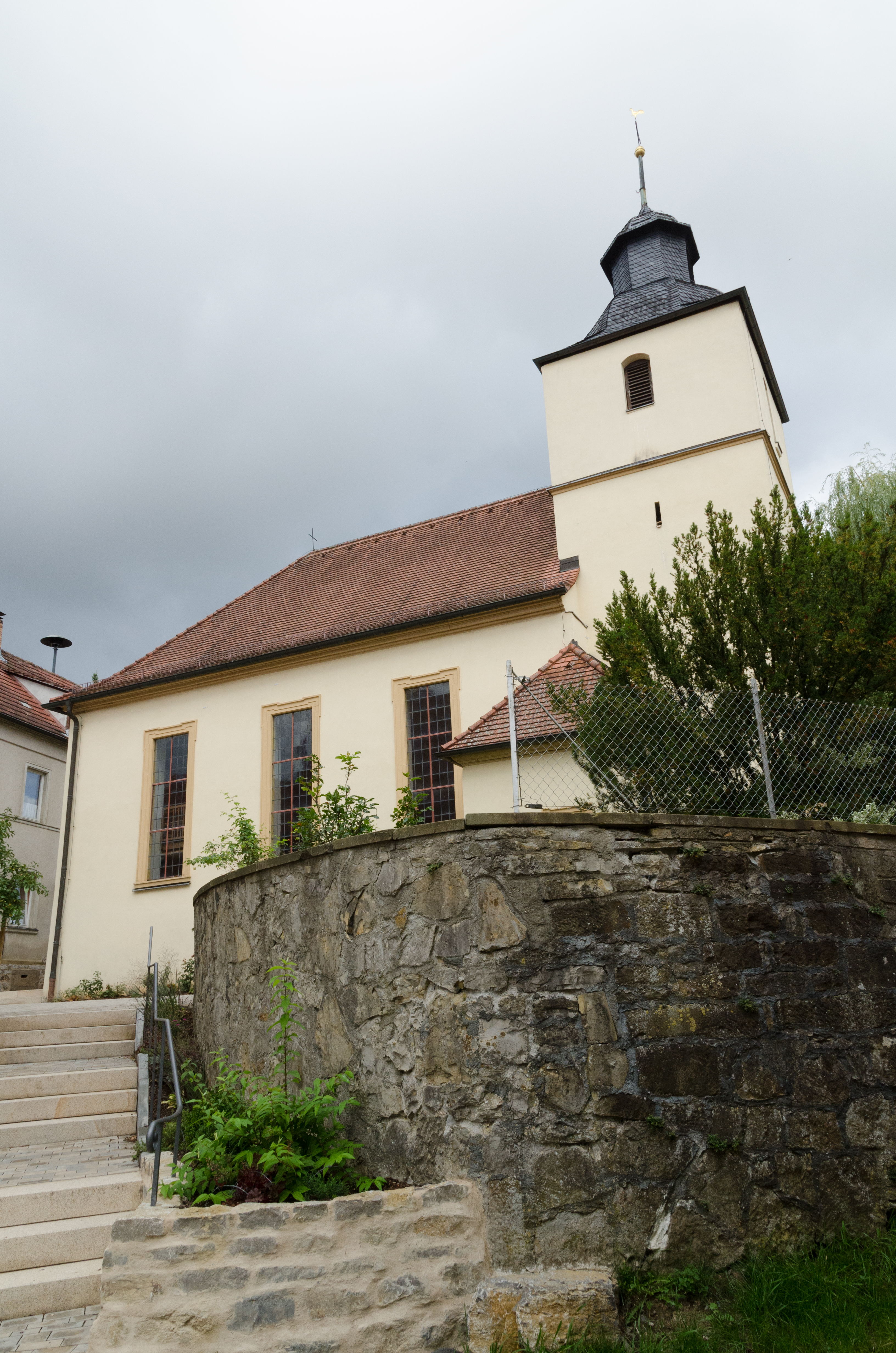
Matthäuskirche in Zell